# Amman
Amman este capitala și cel mai mare oraș al Iordaniei, având o populație de 4.302.730 de locuitori (2015).
Amman, denumit în antichitate "Philadelphia", a fost construit pe șapte coline. Astăzi, Amman este un oraș modern, în care locuiesc atât musulmani cât și creștini.

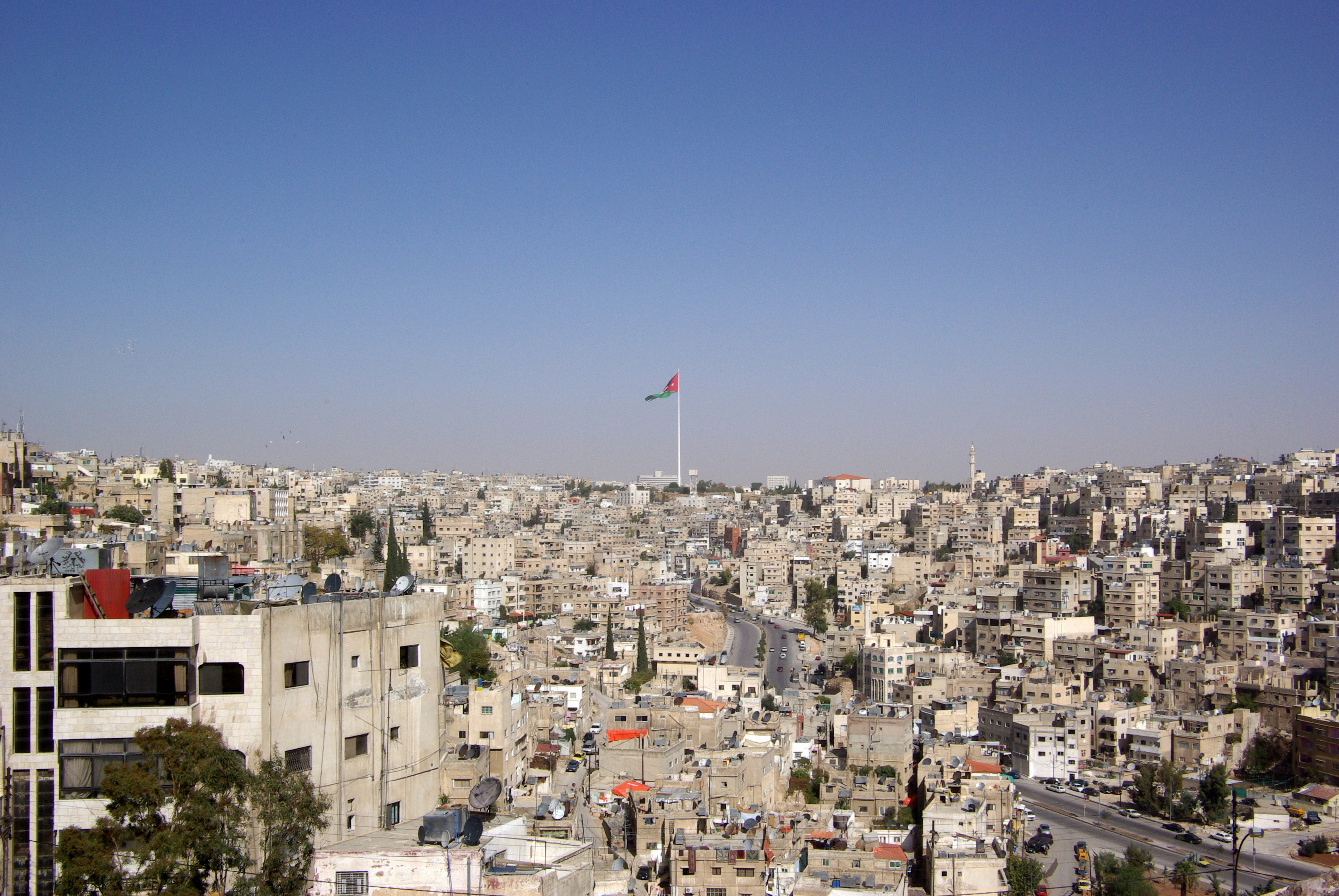

Cele mai vechi dovezi ale așezării din Amman provin dintr-un sit neolitic cunoscut sub numele de 'Ain Ghazal, care a atins apogeul în jurul anului 7.000 î.Hr. În timpul Epocii Fierului, orașul a fost cunoscut sub numele de Rabbath Ammon și a servit drept capitală a  civilizației amonite. În secolul al III-lea î.Hr., Faraonul Ptolemeu al II-lea Philadelphus, din Egiptul ptolemeic, a reconstruit orașul și l-a redenumit „Philadelphia”, făcându-l un centru regional al perioadei elenistice. Sub  domnia romanilor, Philadelphia a fost unul dintre cele zece orașe grecești ale Decapolisului înainte de a fi condus direct ca parte a Arabiei Petraea. Califatul Rashidun a cucerit orașul de la bizantinii în secolul al VII-lea d.Hr., și i-a dat numele actual de Amman. De-a lungul celei mai mari părți a Evului Mijlociu, orașul a alternat între perioade de devastare și abandon și perioade de prosperitate relativă ca centru al Regiunii Balqa Amman a fost în mare parte abandonat din secolul al XV-lea până în 1878, când [[Imperiul Otoman|autoritățile otomane au început să se stabilească prin cerchezii refugiați acolo. 
Primul consiliu municipal a Ammanului a fost înființat în 1909. Amman a cunoscut o creștere rapidă după desemnarea sa ca Capitala Transiordaniei în 1921 și după mai multe valuri succesive de refugiați: palestinienii din 1948 și 1967; irakieni în 1990 și 2003; și sirieni din 2011. Inițial a fost construit pe șapte dealuri, dar acum se întinde peste 19 dealuri care combină 22 de zone, care sunt administrate de Municipalitatea Greater Amman. Zonele din Amman și-au câștigat numele fie de pe dealurile (Jabal), fie de pe văile (Wadi) pe care le ocupă, cum ar fi Jabal Lweibdeh și Wadi Abdoun. East Amman este predominant umplut cu site-uri istorice care găzduiesc frecvent activități culturale, în timp ce West Amman este mai modern și servește ca centru economic al orașului.

## Clima
| Date climatice pentru Amman                        | Date climatice pentru Amman | Date climatice pentru Amman | Date climatice pentru Amman | Date climatice pentru Amman | Date climatice pentru Amman | Date climatice pentru Amman | Date climatice pentru Amman | Date climatice pentru Amman | Date climatice pentru Amman | Date climatice pentru Amman | Date climatice pentru Amman | Date climatice pentru Amman | Date climatice pentru Amman |
| Luna                                               | Ian                         | Feb                         | Mar                         | Apr                         | Mai                         | Iun                         | Iul                         | Aug                         | Sep                         | Oct                         | Nov                         | Dec                         | Anual                       |
| -------------------------------------------------- | --------------------------- | --------------------------- | --------------------------- | --------------------------- | --------------------------- | --------------------------- | --------------------------- | --------------------------- | --------------------------- | --------------------------- | --------------------------- | --------------------------- | --------------------------- |
| Maxima medie °C (°F)                               | 12.3 (54,1)                 | 13.7 (56,7)                 | 17.2 (63)                   | 22.6 (72,7)                 | 27.8 (82)                   | 30.8 (87,4)                 | 32.0 (89,6)                 | 32.4 (90,3)                 | 30.7 (87,3)                 | 27.1 (80,8)                 | 20.4 (68,7)                 | 14.4 (57,9)                 | 23,5 (74,2)                 |
| Minima medie °C (°F)                               | 3.6 (38,5)                  | 4.2 (39,6)                  | 6.1 (43)                    | 9.5 (49,1)                  | 13.5 (56,3)                 | 16.6 (61,9)                 | 18.5 (65,3)                 | 18.6 (65,5)                 | 16.6 (61,9)                 | 13.8 (56,8)                 | 9.3 (48,7)                  | 5.2 (41,4)                  | 11,3 (52,3)                 |
| Minima istorică °C (°F)                            | −10 (14)                    | −9.5 (14,9)                 | −8.2 (17,2)                 | −2.6 (27,3)                 | −0.9 (30,4)                 | 3.2 (37,8)                  | 7.0 (44,6)                  | 5.4 (41,7)                  | 0.0 (32)                    | −1.8 (28,8)                 | −4.5 (23,9)                 | −7.8 (18)                   | −10 (14)                    |
| Precipitații mm (inches)                           | 63.4 (2.496)                | 61.7 (2.429)                | 43.1 (1.697)                | 13.7 (0.539)                | 3.3 (0.13)                  | 0 (0)                       | 0 (0)                       | 0 (0)                       | 0.3 (0.012)                 | 6.6 (0.26)                  | 28.0 (1.102)                | 49.2 (1.937)                | 269,3 (10,602)              |
| Nr. de zile cu precipitații                        | 11.0                        | 10.9                        | 8.0                         | 4.0                         | 1.6                         | 0.1                         | 0                           | 0                           | 0.1                         | 2.3                         | 5.3                         | 8.4                         | 51,7                        |
| Ore însorite                                       | 179.8                       | 182.0                       | 226.3                       | 266.6                       | 328.6                       | 369.0                       | 387.5                       | 365.8                       | 312.0                       | 275.9                       | 225.0                       | 179.8                       | 3.298,3                     |
| Sursa nr. 1: World Meteorological Organization     |                             |                             |                             |                             |                             |                             |                             |                             |                             |                             |                             |                             |                             |
| Sursa nr. 2: Hong Kong Observatory(sun, 1961–1990) |                             |                             |                             |                             |                             |                             |                             |                             |                             |                             |                             |                             |                             |

## Orașe înfrățite
| - Muscat, Oman (1986) - Baku, Azerbaidjan - Jeddah, Arabia Saudită (1988) - Cairo, Egipt (1988) - Rabat, Maroc (1988) - Sylhet, Bangladesh - Sana'a, Yemen (1989) - Islamabad, Pakistan (1989) - Beijing, China (1990) - Ankara, Turcia (1992) - Khartoum, Sudan (1993) - Miami, SUA (1995) | - Doha, Qatar (1995) - Istanbul, Turcia (1997) - São Paulo, Brazilia (1997) - Alger, Algeria (1998) - București, România (1999) - Nouakchott, Mauritania (1999) - Tunis, Tunisia (1999) - Sofia, Bulgaria (2000) - Beirut, Liban (2000) - Pretoria, Africa de Sud (2002) - Tegucigalpa, Honduras (2002) - Chicago, SUA (2004) | - Geneva, Elveția (2005) - Milano, Italia (2005) - Calabria, Italia (2005) - Sarajevo, Bosnia și Herzegovina (2005) - Moscova, Rusia (2005) - Mostar, Bosnia și Herzegovina (2006) - Guvernoratul Central, Bahrain (2006) - Bișkek, Kârgâzstan (2006) - San Francisco, SUA (2010) - Tokyo, Japonia (2011) - Düsseldorf, Germania - Singapore, Singapore (2014) |

## Vezi și
- Ammon